# Viadana quadriramosa
Viadana quadriramosa är en insektsart som beskrevs av Piza Jr. 1969. Viadana quadriramosa ingår i släktet Viadana och familjen vårtbitare. Inga underarter finns listade i Catalogue of Life.